# Cofradía de la Soledad (Cáceres)
La Ilustre y Real Cofradía de Nuestra Señora de la Soledad y del Santo Entierro es una cofradía de la Semana Santa de Cáceres, en Extremadura; fundada originalmente en 1470. Su sede canónica se encuentra en la Ermita de la Soledad de Cáceres . Procesiona el Viernes Santo y el Domingo de Resurrección. Aparte cuenta con una romería el Domingo de Pasión en su otra Ermita del Calvario. 

## Historia de la Hermandad
La Ilustre y Real Cofradía de Nuestra Señora de la Soledad y del Santo Entierro, antiguamente llamada cofradía de la bienaventurada gloriosa señora Santa María de los caballeros, data del año 1470 cuando por orden del Obispo, Pedro García de Galarza decide reunificar en una las antiguas y extintas cofradías de la zona.
Este obispo crea las primeras ordenanzas de la cofradía, las que imponen como deben realizar las tres procesiones de la hermandad.
El Domingo de Pasión se realizaba una procesión desde la ermita de la Soledad hasta la ermita del Calvario con la imagen de Nuestra Señora de la Soledad, allí un fraile del Monasterio de San Francisco rezaba un sermón. Tras el que se realizaba la tradicional romería, con las famosas Tortas del Calvario, unos bollos de pan amasado con anís, huevo, aceite y azúcar.
El Viernes Santo, al mediodía, desde la Plaza de Santa María se formaba otra procesión que iba hasta la ermita del Calvario, donde la imagen recorría las calles de la ciudad de regreso a Santa María tras un sermón por el mismo fraile franciscano, donde guardaría luto hasta el domingo.
Durante unos años se realizaba en la propia ermita del calvario el descendimiento de Jesús, la imagen articulada era subida la mañana del Viernes Santo hasta la ermita del Calvario, allí se clavaba en una cruz junto a los dos ladrones, posteriormente en el acto del Sermón de las Siete Palabras, los hermanos desclavaban a cristo y lo introducían en una urna, para posteriormente llevarlo en procesión junto a Ntra. Sra. de la Soledad.
Ya el Domingo de Resurrección, la imagen de Ntra. Sra. de la Soledad retornaba a su ermita tras la predicación de un padre dominico, años más tarde, en 1609 la cofradía contaría con una imagen de Jesús Resucitado de Tomas de la Huerta, autor de la imagen de Jesús Nazareno, desgraciadamente la cofradía decide deshacerse de él en 1930 sustituyéndolo por el actual de escayola. Realizaban un encuentro entre las dos imágenes donde la imagen de Ntra. Sra. de la Soledad retiraba su velo negro.
La cofradía ha ido cambiando con el paso de los años, actualmente procesiona el Viernes Santo con las imágenes de Cristo Yacente y Ntra. Sra. de la Soledad en un cortejo fúnebre y oficial donde todas las hermandades de la ciudad acuden con sus estandartes y representaciones, siendo uno de los cortejos más numerosos de la ciudad.
El Domingo de Resurrección procesiona con Cristo Resucitado y Ntra. Sra. de la Alegría, siendo muy particular este día, ya que Cristo Resucitado es trasladado a la Iglesia de San Mateo, donde realiza su procesión hasta la Plaza Mayor de Cáceres, en su camino se reza el Vía Lucís, la virgen por el contrario sale de la ermita de la Soledad hacia la Plaza Mayor donde se encontrará con Cristo Resucitado, creando uno de los momentos más esperados de la Semana Santa de Cáceres, ya juntos volverán a su ermita.

## Imaginería de la Hermandad

### Cristo Yacente

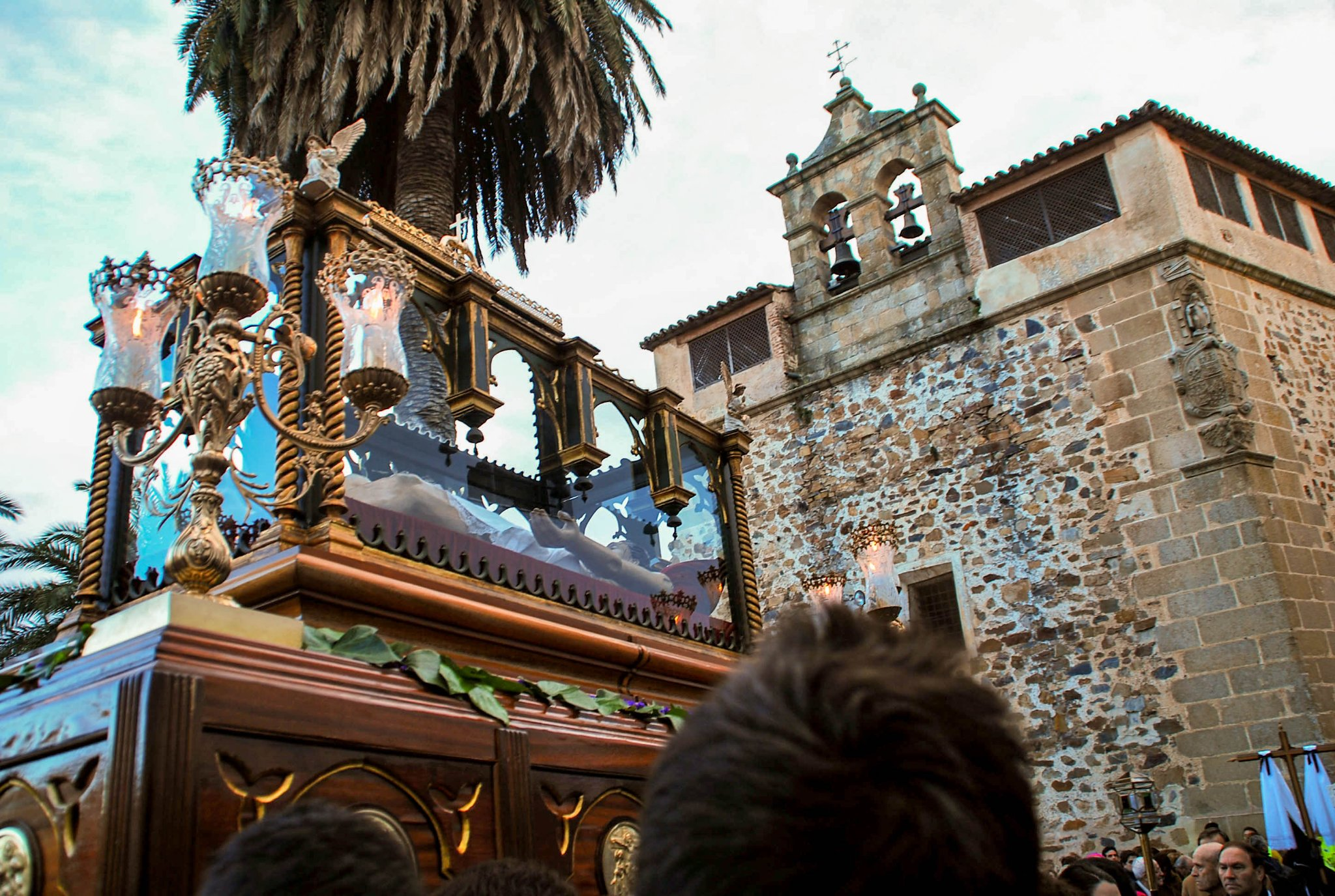
Cristo Yacente de 1589 con su Urna

La Cofradía cuenta con tres Cristos Yacentes para su procesión del Viernes Santo, el primero de ellos data de 1583 de autor anónimo, es el Cristo Yacente articulado con el que se realizaba el Descendimiento antiguamente en la ermita del Calvario, acto que dejó de hacerse en el último tercio del siglo XIX y que finalmente se recuperó en 2012 en la propia ciudad.
En el año 2000, la cofradía restaura a fondo al Cristo Yacente y la Urna (datada del siglo XVIII), que estaba abandonada en el Convento de Santa Clara, es el Cristo Yacente que procesiona en la actualidad y con el que se realiza el acto del Descendimiento.

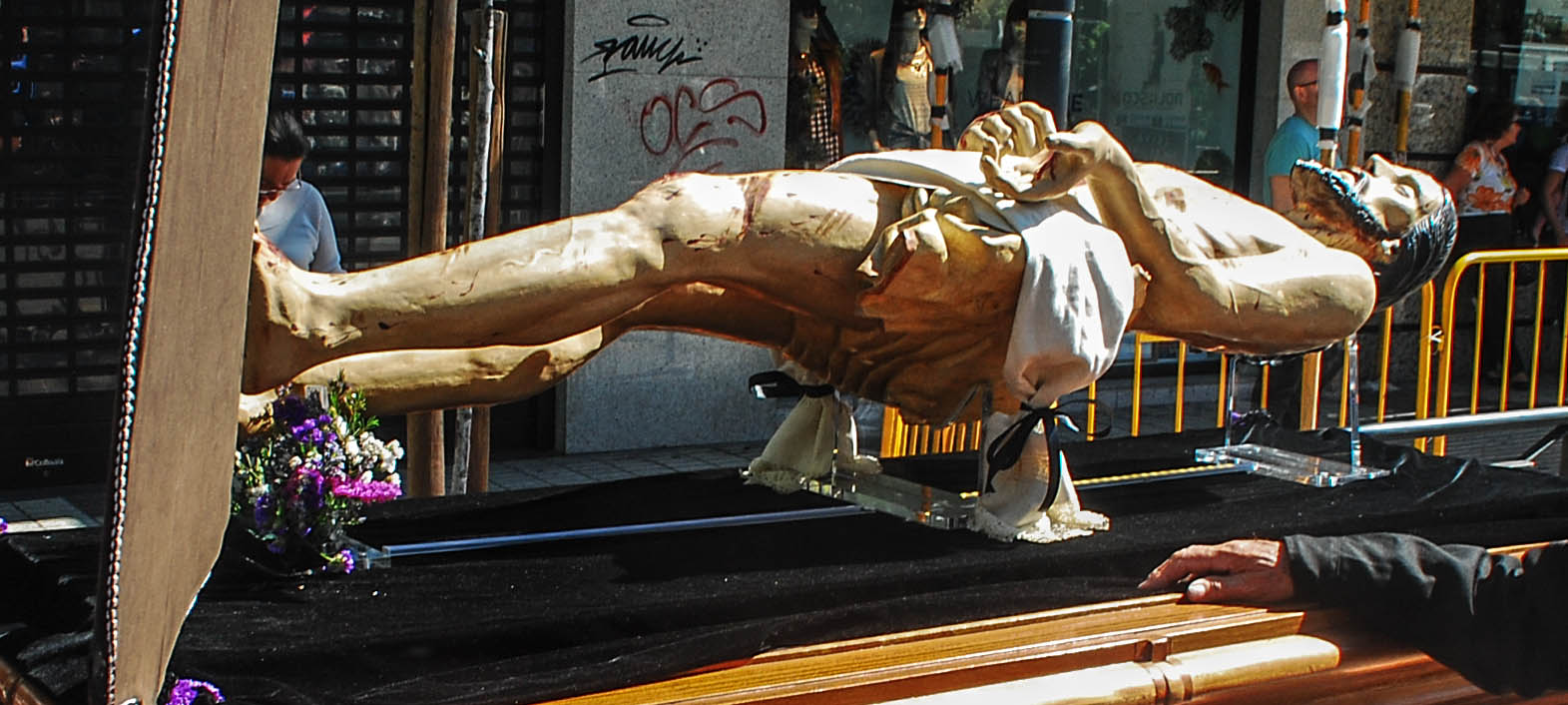
Cristo Yacente "Del Peral" procesionó en el Santo Entierro Magno de 2015 de forma excepcional

El segundo Cristo Yacente es el conocido como "del peral" por la madera en la que fue tallado, esta imagen fue sometida a una restauración integra, recuperando su policromía original. La imagen, que cuenta con grandes detalles en venas y llagas sangrante, realizó procesión de forma extraordinaria en el Santo Entierro Magno de 2015.  
El tercer Cristo Yacente es donado en 1967 por la Caja de Ahorros y Monte de Piedad de Cáceres, es una talla realizada en Madrid siguiendo el modelo de Cristo Yacente del Pardo de Gregorio Fernández. Este Cristo sustituyó al articulado, debido al estado deteriorado de la urna y la talla, procesiono hasta finales de los años 90 cuando la cofradía pudo restaurar a fondo tanto al cristo como su urna y realizar de nuevo procesión con ellas.  
Actualmente esta imagen es usada para el Besapié del Jueves y Viernes Santo.

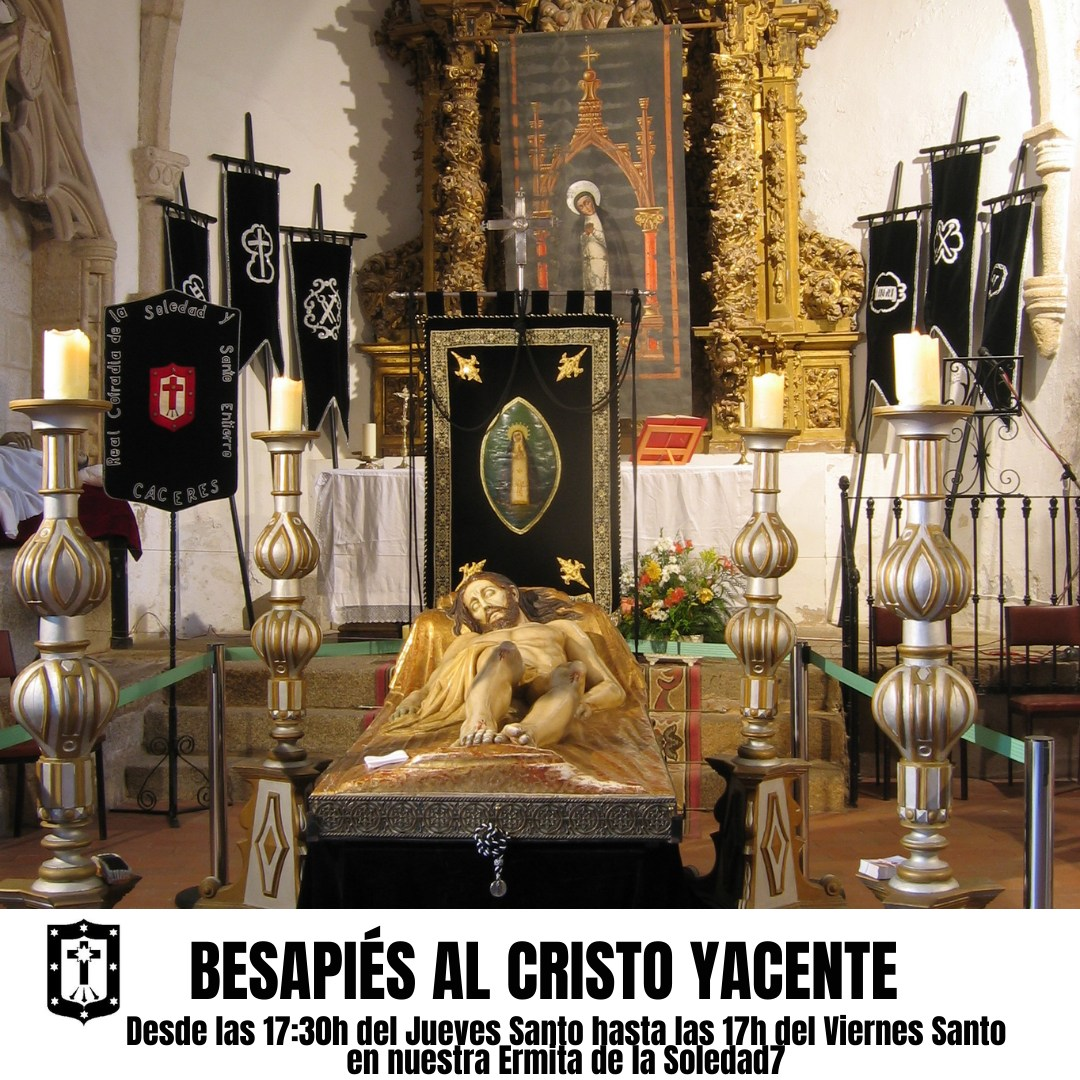
Cristo Yacente donado por la Caja de Ahorros y Monte de Piedad de Cáceres, procesionó durante años y desde 2024 es el Cristo Yacente que procesiona en la tarde-noche del Viernes Santo

### Nuestra Señora de la Soledad

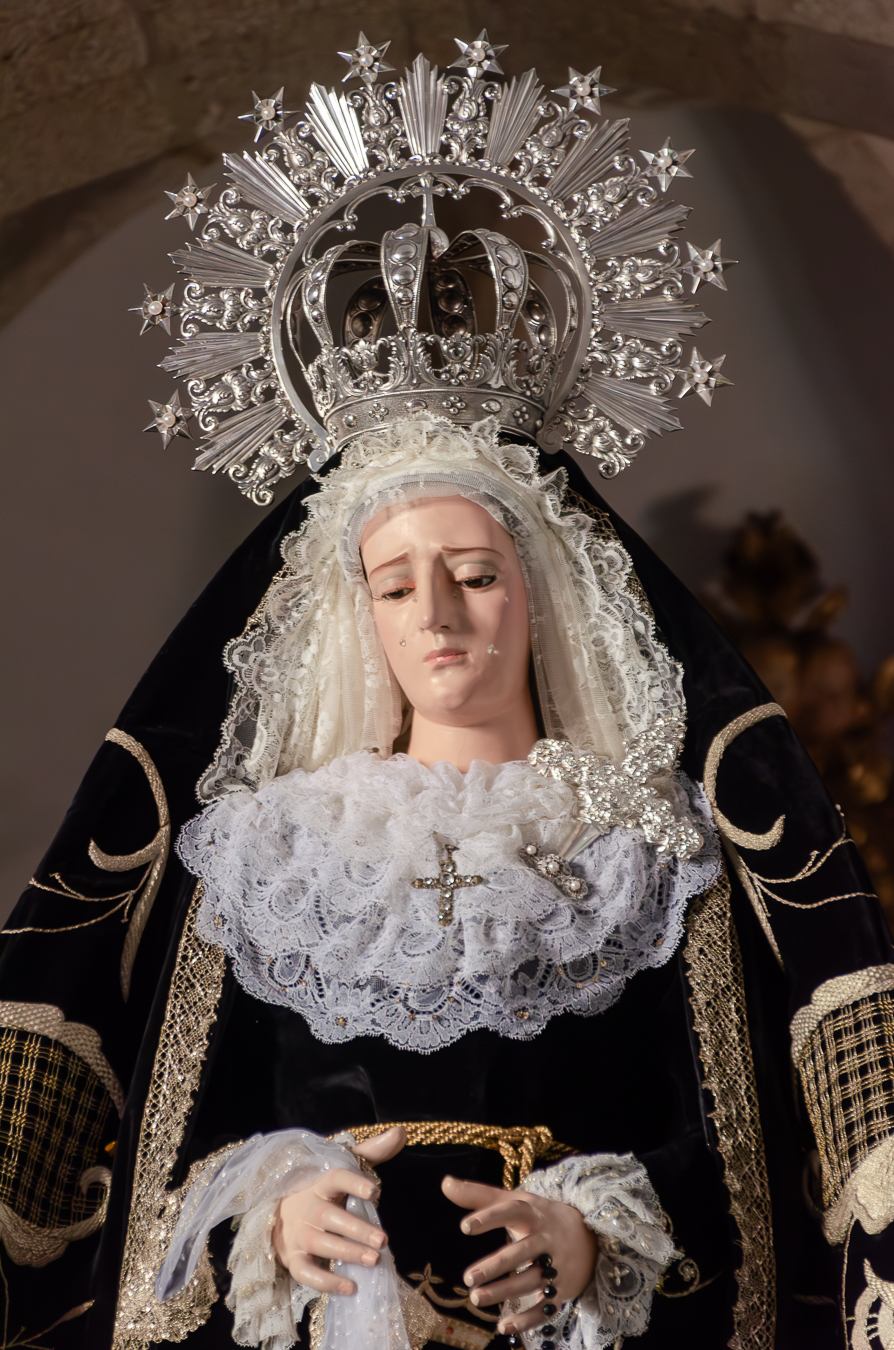
Nuestra Señora de la Soledad

Es una imagen de candelero de finales del siglo XVI de autor anónimo. Antiguamente la virgen procesionaba bajo palio con gran candelería.
La imagen representa a una mujer adulta en actitud dolorosa con mirada baja, recorren por su mejillas cinco lágrimas, dos en la mejilla izquierda y tres en la derecha, sus labios muestran un gran dolor contenido ante la muerte de Jesús.
Luce un largo manto negro bordado hace más de cien años al que se le añadió en 2024 el escudo de la ciudad y corona plateada.

### Cristo Resucitado
La Cofradía contaba con un antiguo Cristo Resucitado de 1609 tallado por Tomás de la Huerta, desafortunadamente la cofradía de deshizo de él.
En 1930 la cofradía adquiere un Cristo Resucitado realizado en escayola por el taller Hijos de José Ríus en Madrid, con el que procesiona en la actualidad.
La imagen de Cristo Resucitado representa al Señor con la tumba a sus pies, porta en su mano derecha un estandarte blanco con la cruz en símbolo de victoria.
Luce una aureola y puede verse el daño producido por la lanzada así como los cuatro clavos en sus manos y pies.

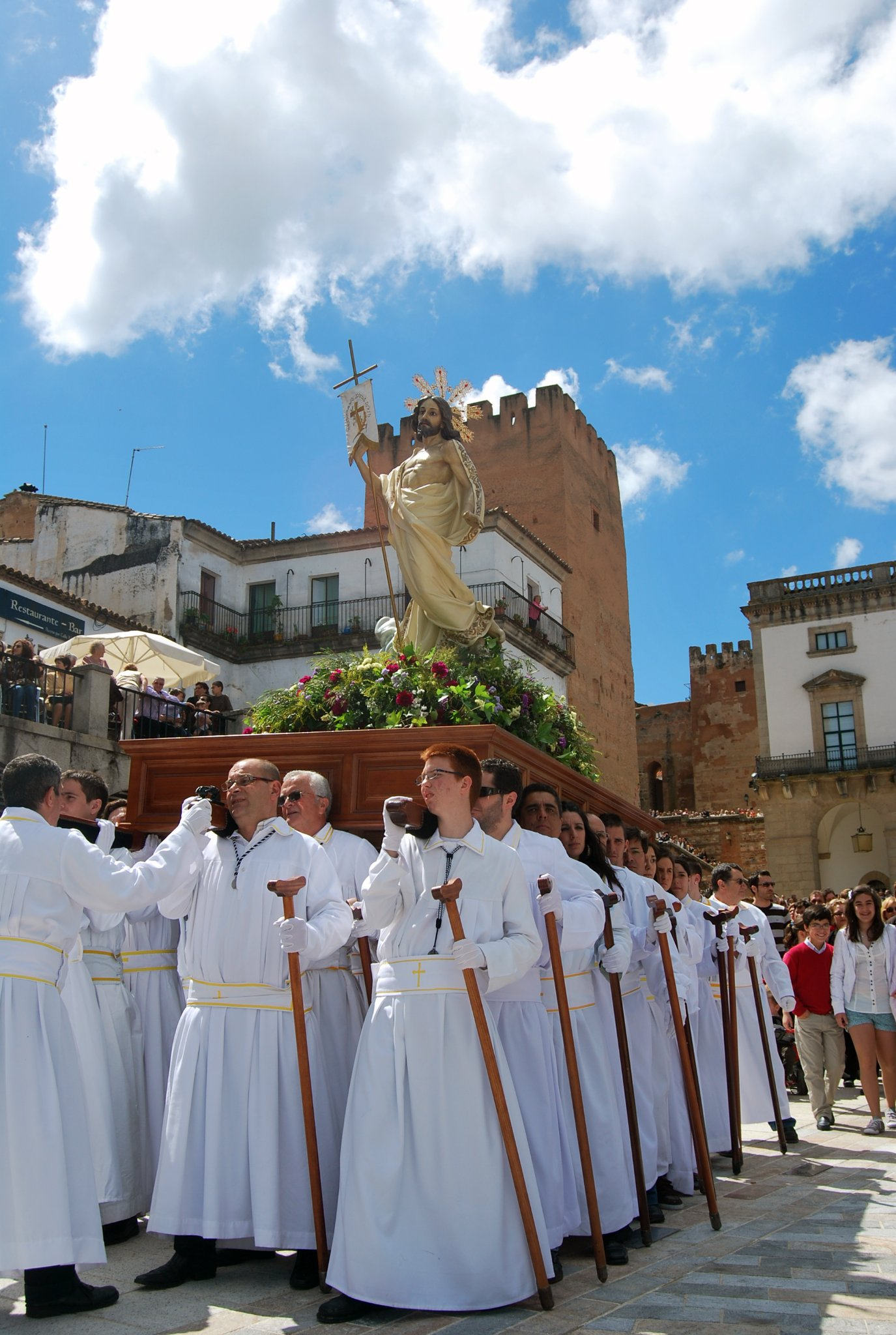
Cristo Resucitado, es la imagen actual del resucitado en la ciudad, procesiona desde 1930

### Nuestra Señora de la Alegría
En 1930 también adquiere al taller Hijos de José Ríus de Madrid la talla de Ntra. Sra. de la Alegría, la cual es una imagen de candelero de madera.
La imagen representa a una mujer adulta con un rostro de gran felicidad, sus cejas arqueadas y su leve sonrisa muestran la alegría de María al saber la noticia sobre la resurrección de su hijo Jesús.

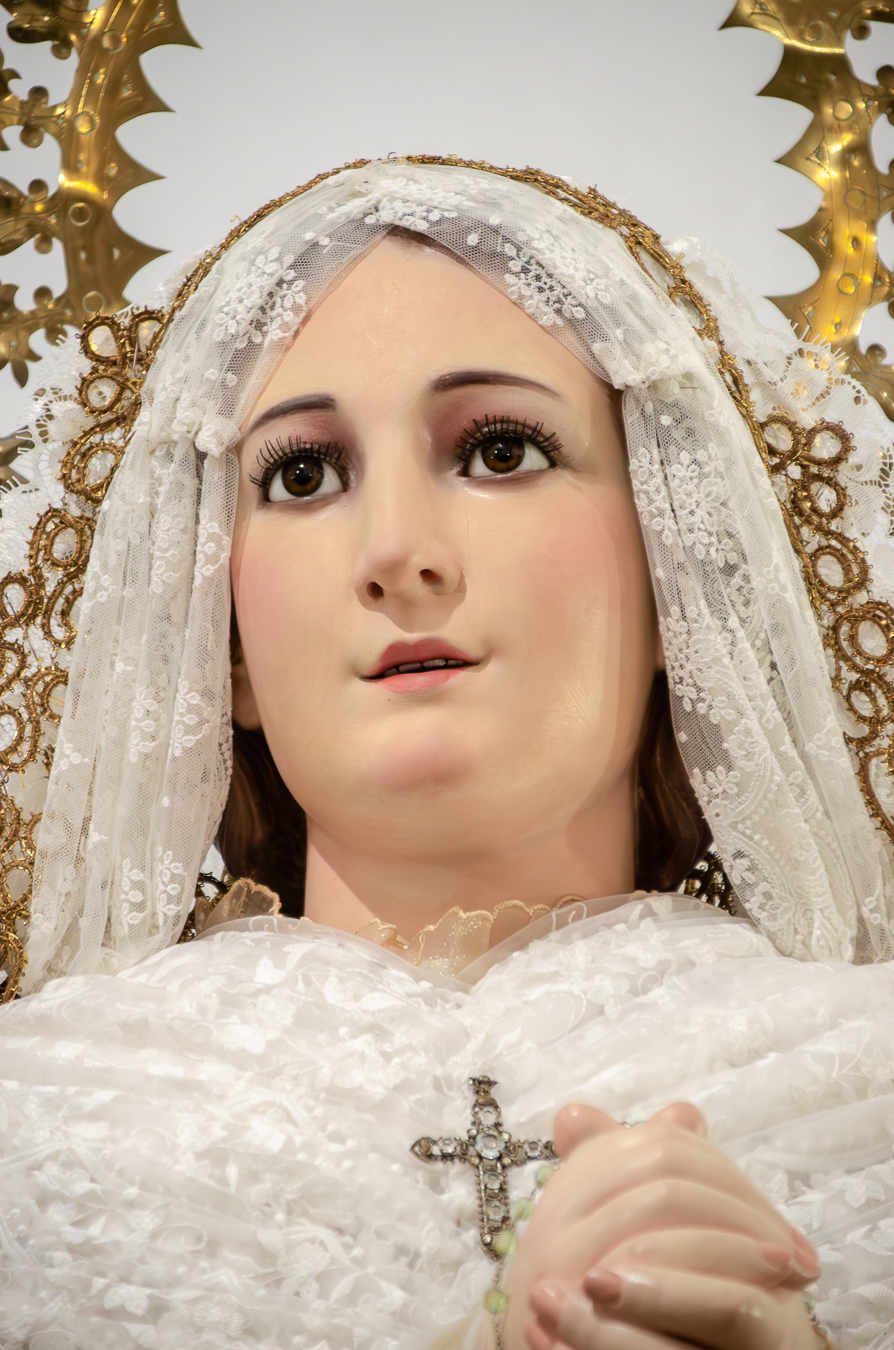
Nuestra Señora de la Alegría

## Procesiones
La cofradía realiza dos procesiones en la ciudad, la primera en la tarde-noche del Viernes Santo y la otra en la mañana del Domingo de Resurrección

#### Hábito
Para la Procesión Oficial del Santo Entierro.
Hermanos de escolta: Túnica negra con sobremanga y con ribetes blancos en cuello y mangas, capuchón negro, y fajín negro con ribetes blancos y escudo de la Cofradía en el centro
Hermanos de carga: Túnica negra y fajín negro con ribetes blancos y escudo de la Cofradía en el centro.
Para la Procesión del Encuentro.
Hermanos de escolta y carga: Túnica blanca con ribetes amarillos, y fajín blanco con ribetes en amarillo.

### Acto del Descendimiento
Desde 2012 ha recuperado uno de los actos que celebraba entre los siglos XVI y XIX en la Ermita del Monte Calvario, ahora lo haría desde la Plaza de San Pablo con la imagen del Cristo Yacente articulado.

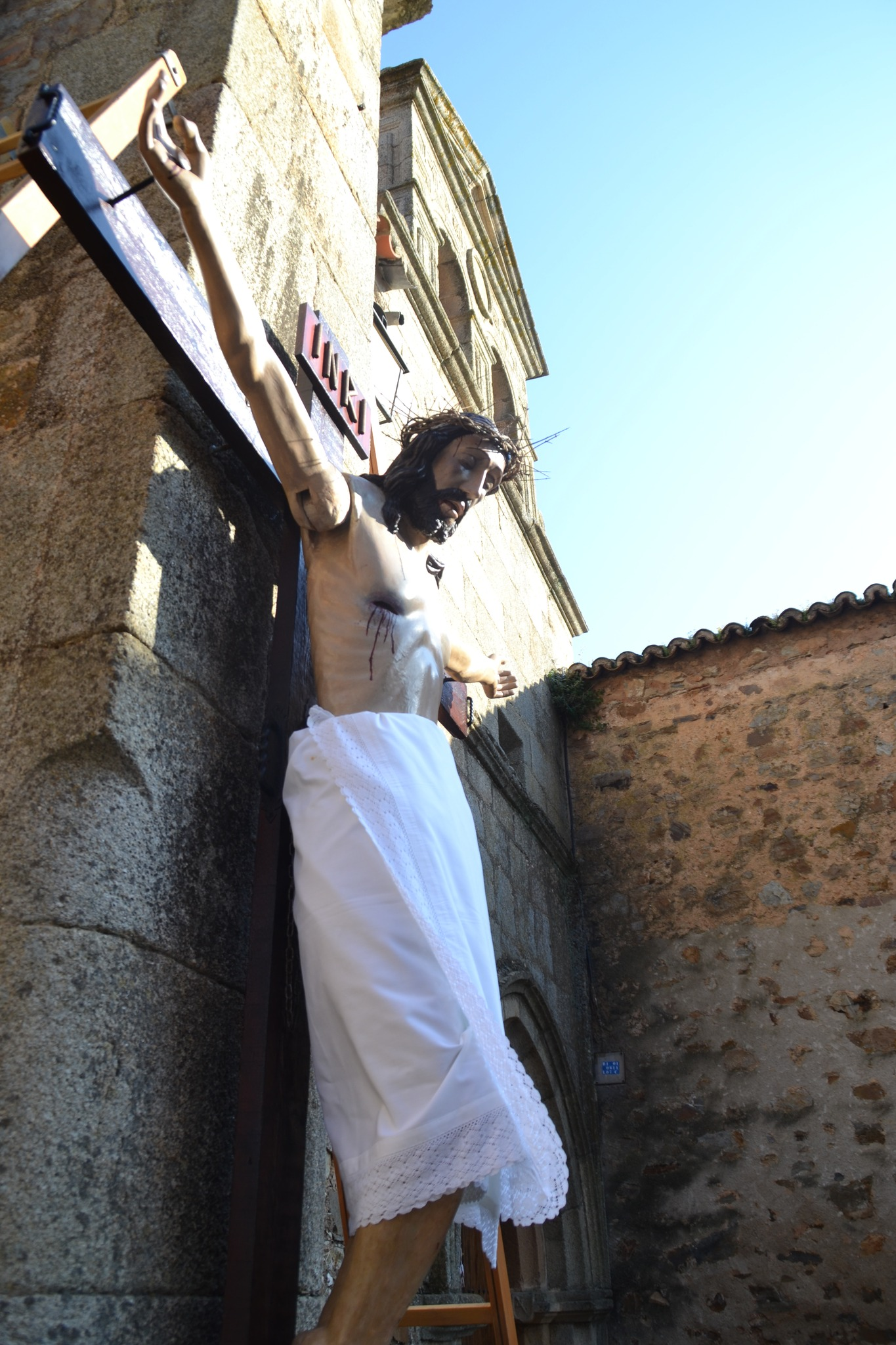
Cristo Yacente articulado enclavado en la cruz con los elementos de la pasión

La imagen articulada es expuesta en la fachada del Convento de San Pablo clavado para la ocasión en una cruz de madera, coronado de espinas y un amplio paño de pureza que le cubre gran parte de las piernas.
A las 19:30 horas comenzará el solemne acto con las representaciones de todas las hermandades y cofradías de la ciudad alrededor de la plaza, llegará la Cruz Guía abriendo el cortejo con el muñidor, el cual anuncia con su esquila la llegada del cortejo fúnebre, seguida de los estandartes representativos de la Pasión de Cristo.
Les sigue el Excmo. Obispo de la diócesis de Coria-Cáceres acompañado por la máxima autoridad de las cofradías adcritas a San Mateo, siendo estas la Cofradía de la Soledad, Cofradía de la Santa y Vera Cruz , Cofradía del Amparo y Hermandad Universitaria de Jesús Condenado, para tal acto y como pasaría en la Entrada de Jesús en Jerusalén estará presente el pregonero o la pregonera de la Semana Santa de Cáceres.
Se procederá a leer un texto por cada una de las cofradías, despojando otro hermano de la misma de un símbolo de la pasión al Señor.
Siendo en riguroso orden.
- Corona de Espinas - La quitará un hermano de la Cofradía de la Santa y Vera Cruz

- Clavo de la mano derecha - Lo quitará un hermano de la Cofradía del Amparo

- Clavo de la mano izquierda - Lo quitará un hermano de la Hermandad de Jesús Condenado

- Clavo de los pies - Lo quitará un hermano de la Cofradía de la Soledad

Entre los cuatro hermanos trasladarán al Señor hasta su urna, la misma procesionará de vuelta a la Ermita de la Soledad donde se recogerá y dará inicio a la segunda parte de la Procesión Oficial del Santo Entierro de Cristo.
Como curiosidad durante los primeros años la cofradía depositaba todos los elementos de la pasión usados en la ceremonia en un pequeño pasito infantil con la cruz, este paso se suprimió unos años después y actualmente los elementos son portados por niños delante del paso del Cristo Yacente sobre unos cojines de altar de color rojo.
En 2024, debido a las inclemencias meteorológicas, de forma extraordinaria se realizó el acto en el interior de la Iglesia de San Mateo

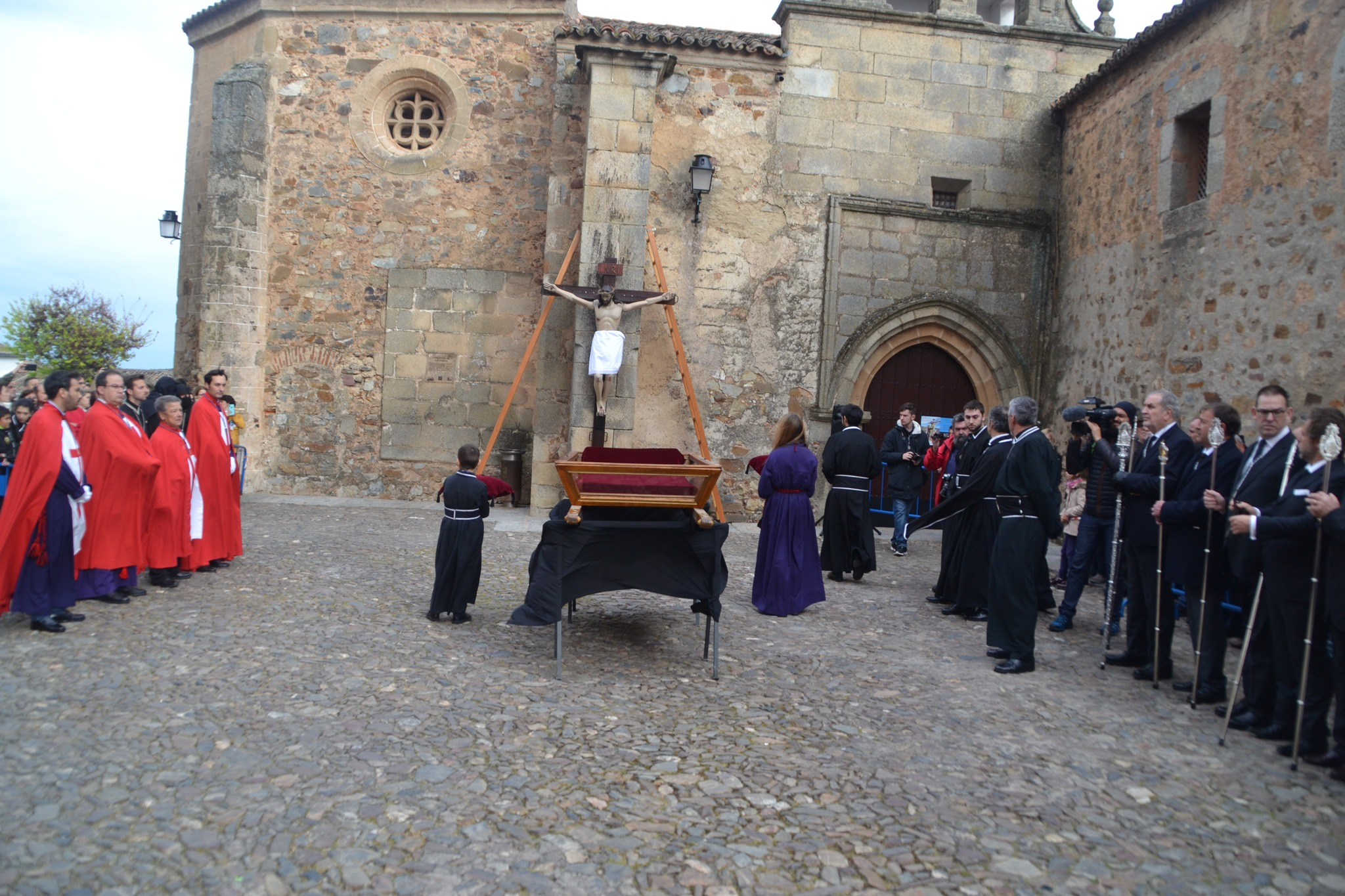
Acto del Descendimiento

### Procesión Oficial del Santo Entierro
Desde sus inicios siempre ha sido la procesión más importante de la cofradía y de la ciudad, por ello su cortejo está compuesto por las 17 hermandades y cofradías de la ciudad de Cáceres, participando estas con estandarte representativo, varas, cirios y uniformadas con sus hábitos, todo ello en riguroso y absoluto silencio. 
Desfilan en riguroso orden desde la más joven a la más antigua, le sigue el paso de Cristo Yacente, tras él los máximos representante de cada hermandad junto a la representación oficial de la Unión de Cofradías Penitenciales de Cáceres. Tras ellos llega Nuestra Señora de la Soledad y las representaciones eclesiásticas y civiles.

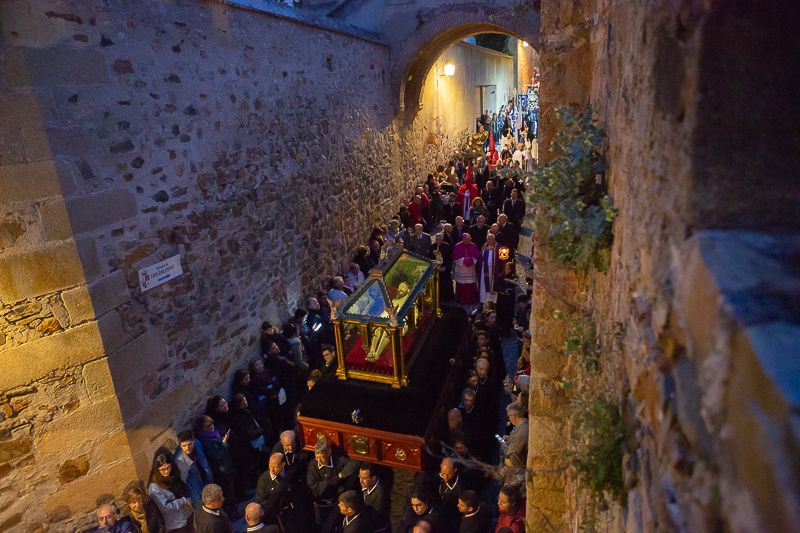
Santo Entierro por la ciudad monumental de Cáceres

Desde 2024 al llegar a la plaza se realiza un acto donde el Cristo Yacente es iluminado por los cirios de las representaciones.

#### Pasos
- Cristo Yacente

- Nuestra Señora de la Soledad

#### Itinerario
Ermita de la Soledad, Soledad, Santa Clara, Puerta de Mérida, Adarves de la Puerta de Mérida, del Padre Rosalío, de Santa Ana, de la Estrella, Arco de la Estrella, Plaza Mayor (con vuelta por la Paz), Pintores, plaza de San Juan, plaza del Doctor Durán, Sergio Sánchez, Pizarro, Soledad y Ermita de la Soledad.

#### Acompañamiento Musical
- Destaca la figura del muñidor que con una esquila y un timbal destemplado anuncia la procesión.

- Banda municipal de música de Cáceres en el paso de Nuestra Señora de la Soledad

### Procesión del Encuentro
También desde sus inicios la cofradía celebraría la resurrección de Cristo, cerrando la Semana Santa e iniciando el período de Pascua, en sus primeros años lo realizaba con Nuestra Señora de la Soledad pero no es hasta 1609 que realiza la procesión con una imagen de Cristo Resucitado.
Actualmente lo realiza con dos imágenes, Jesús Resucitado y Nuestra Señora de la Alegría, la procesión se llama popularme "Del encuentro" pues antiguamente las imágenes de Cristo Resucitado y Ntra. Sra. de la Alegría se juntaban en la Plaza Mayor de Cáceres, tradición que el tiempo ha conservado hasta nuestros días donde cada Domingo de Resurrección volvemos a revivir ese momento con gran alegría entre vítores y aplausos donde se sueltan palomas blancas y globos. La banda toca una versión del Redoble, himno de la ciudad. Todo es alegría contrastando fuertemente con la sobriedad y seriedad de la procesión oficial del Santo Entierro.
En 2024 y de forma excepcional se realizó el encuentro en la Plaza de Santa Clara debido a las inclemencias meteorológicas. 
Es también una tradición de la cofradía el separar su cortejo y sus pasos, saliendo Cristo Resucitado desde San Mateo (previo traslado de ida) tras la misa de Vigilia Pascual por la parte amurallada de la ciudad, como curiosidad antiguamente se rezaba, hasta su llegada a la Plaza Mayor, el Vía Lucís sin embargo la cofradía decidió suprimirlo en 2024.
Por su parte Ntra. Sra. de la Alegría procesiona desde la Ermita de la Soledad hasta la Plaza Mayor por las calles anchas de la ciudad, donde se encontrarán los pasos y seguirán ambos cortejos en orden hasta la Ermita de la Soledad.

#### Pasos
- Cristo Resucitado
- Nuestra Señora de la Alegría

#### Itinerario
- Cristo Resucitado: Iglesia de San Mateo, plaza de San Mateo, Ancha, Puerta de Mérida, Adarves de la Puerta de Mérida, del Padre Rosalío, de Santa Ana, de la Estrella, Arco de la Estrella, Plaza Mayor (donde tendrá lugar el encuentro con la Virgen de la Alegría).
- Nuestra Señora de la Alegría: Ermita de la Soledad, Soledad, Pizarro, Sergio Sánchez, Plaza del Doctor Durán, Corredera Alta de San Juan, Gran Vía y Plaza Mayor.
- Juntos continuarán por: Pintores, Plaza de San Juan, Plaza del Doctor Durán, Sergio Sánchez, Pizarro, Soledad y Ermita de la Soledad.

#### Acompañamiento Musical
- Banda Infantil de Cornetas y Tambores "Espíritu Santo" en el paso de Cristo Resucitado

- Agrupación Musical "Nuestra Señora de la Misericordia"" en el paso de Nuestra Señora de la Alegría

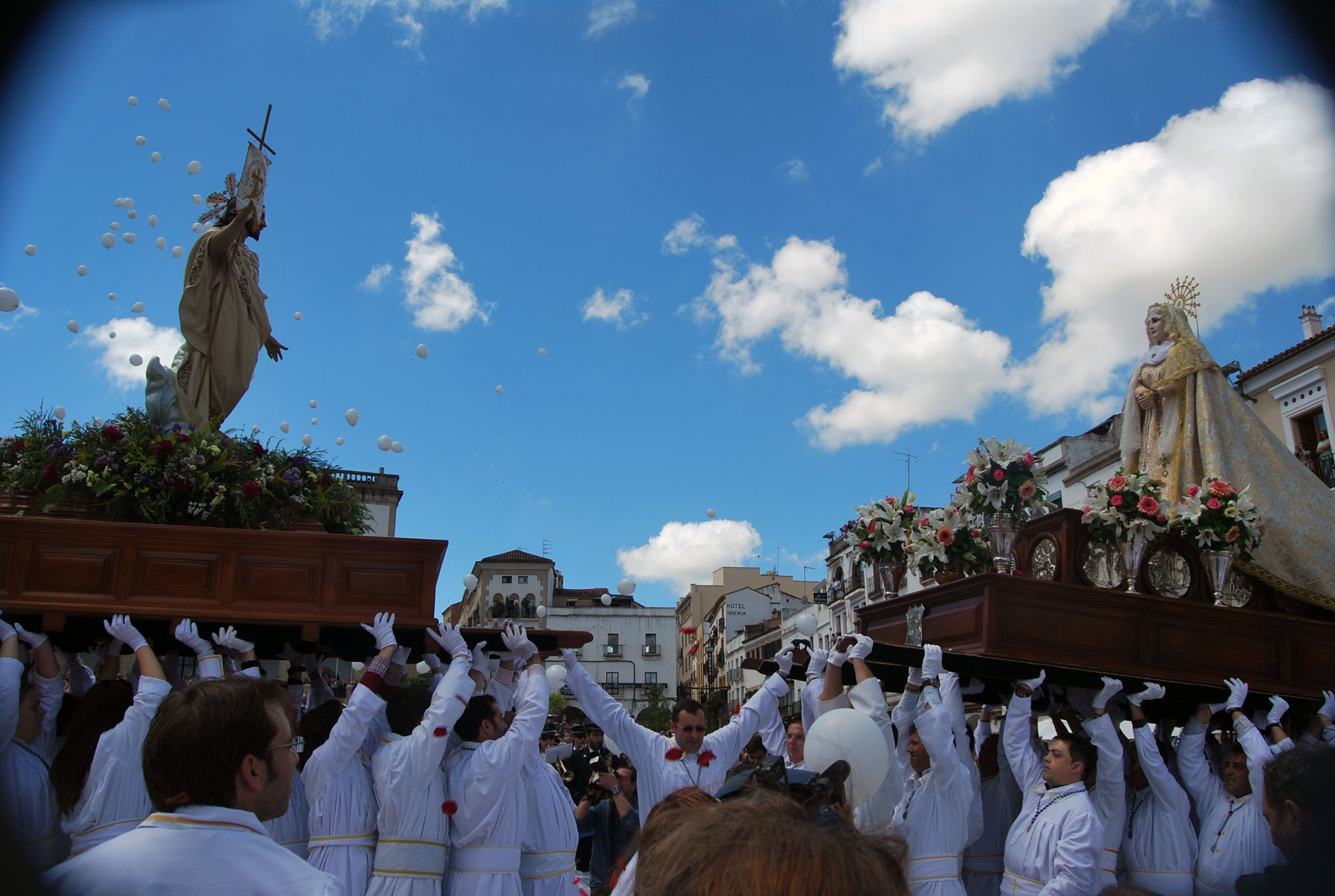
Encuentro entre Cristo Resucitado y su madre Nuestra Señora de la Alegría

## Santo Entierro Magno
Los orígenes de la Procesión Magna datan de 1957, fecha de fundación de la Comisión Pro Semana Santa. Una de las principales iniciativas de este órgano fue la de celebrar la Procesión Magna, propuesta recogida en acta por primera vez en la Comisión de Cultos al Exterior y Protocolo el día 20 de febrero de 1957.

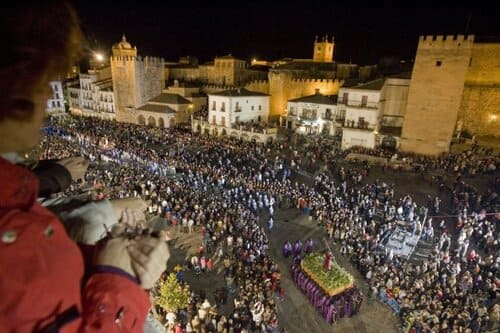
Santo Entierro Magno 2010

La propuesta inicial contempla la celebración de la Procesión Magna para ese mismo año de 1957, de forma separada a la procesión del Santo Entierro, y se concibe como una representación de la Pasión de Cristo. La idea se desarrolla y se organiza en poco más de un mes. Posteriormente sí terminaría por incluirse la procesión del Santo Entierro dentro del cortejo de la Magna, como veremos más adelante.
La organización y coordinación de la procesión Magna recaía sobre la cofradía de la Soledad, la comisión Pro Semana Santa y un mayordomo del resto de cofradías elegido ex-profeso para tal función.
En aquellas procesionas Magnas se configuraba un solo cortejo, con todos los hermanos de escolta de la Soledad distribuidos en filas entre los distintos pasos.
Con el paso de los años la Procesión Magna ha ido cambiando, actualmente se celebra cada 5 años en la ciudad de Cáceres, la última celebrada fue en 2015 siendo extraordinariamente en Sábado Santo con los desfiles procesionales desde el Paseo de Cánovas hasta la Plaza Mayor, volviendo a sus templos por separado. La celebración en 2020 fue cancelada por el COVID.

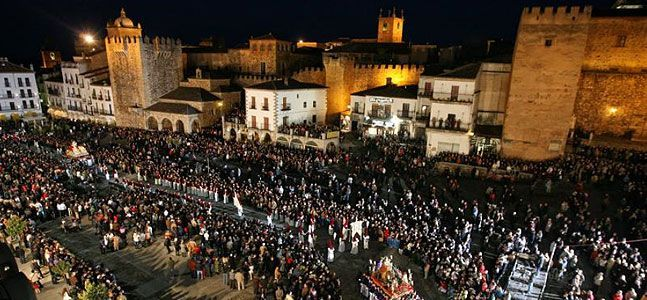
Procesión Magna de 2010 a su paso por la Plaza Mayor

## Celebraciones y cultos
En cuanto a las celebraciones cultuales que organiza la cofradía se destaca:
- Solemne Triduo en honor de Nuestra Señora de la Soledad.
- Solemne Eucaristía en honor a Nuestra Señora de la Soledad del Monte Calvario. Se celebra en la ermita del Monte Calvario el Domingo de Lázaro y es el acto principal de la cofradía, en él se impone la medalla a los nuevos hermanos.[13]
- Solemne y Devoto besapié al Cristo Yacente. Durante el Jueves Santo el señor es expuesto en la ermita para el acto del besapié, actualmente el Cristo yacente del besapié es el "Cristo del Peral".

## Enlaces de interés
- Web de la Cofradía de la Soledad
- Procesión Magna 2010
- Procesión Magna 2015
- Ermita de la Soledad al Detalle
- Reportaje Ermita del Calvario

- Datos: Q117479420